# 오버워치
오버워치(영어: Overwatch)는 블리자드 엔터테인먼트가 개발 및 배급한 팀 기반의 1인칭 슈팅 게임이다. 2016년 5월 24일에는 마이크로소프트 윈도우, 플레이스테이션 4, 엑스박스 원으로 출시되었고, 2019년 10월 15일에는 닌텐도 스위치 버전으로 출시하였다.
"영웅 슈터"로 묘사되는 오버워치는 플레이어를 6명으로 구성된 두 팀에 배정했으며, 각 플레이어는 "영웅"이라고 알려진 대규모 캐릭터 명단에서 고유한 능력을 가진 캐릭터를 선택했다. 팀은 제한된 시간 내에 지도별 목표를 완료하기 위해 노력했다. 블리자드는 출시 후 새로운 캐릭터, 지도, 게임 모드를 모두 무료로 추가했으며, 플레이어가 치장 아이템을 구매할 수 있는 옵션 전리품 상자만 추가 비용으로 지불했다.
오버워치는 블리자드의 네 번째 주요 프랜차이즈로 2014년 대규모 멀티플레이어 온라인 롤플레잉 게임인 타이탄(Titan)이 취소된 이후 탄생했다. 타이탄 팀의 일부는 팀 포트리스 2와 같은 팀 기반 1인칭 슈팅 게임의 성공과 멀티플레이어 온라인 배틀 아레나 게임의 인기에 영감을 받아 팀워크를 강조하는 영웅 기반 슈팅 게임을 만들었다. 오버워치의 일부 요소는 취소된 타이탄 프로젝트의 개념을 차용했다.
오버워치는 2014년 블리즈컨(BlizzCon) 이벤트에서 공개되었으며 2015년 말부터 2016년 초까지 비공개 베타 버전으로 진행되었다. 출시 전 공개 베타 버전에는 거의 천만 명의 플레이어가 참여했다. 오버워치는 게임의 접근성, 영웅 캐릭터의 다양한 매력, 만화 같은 아트 스타일, 즐거운 게임 플레이로 인해 게임의 평론가들로부터 보편적인 호평을 받았다. 블리자드는 출시 첫 해에 미화 10억 달러 이상의 매출을 기록했으며 3년 후에는 5천만 명 이상의 플레이어를 확보했다. 오버워치는 수많은 올해의 게임 상과 기타 찬사를 받으며 지금까지 만들어진 최고의 비디오 게임 중 하나로 간주된다. 이 게임은 블리자드가 자금을 지원하고 글로벌 오버워치 리그를 제작하는 인기 e스포츠이다.
속편인 오버워치 2는 2019년에 발표되었고 2022년에 베타 버전에 진입했다. 이 게임은 무료로 플레이할 수 있으며, 오버워치의 모든 장식 아이템이 이어지며 새로운 영웅, 맵, 게임 모드가 도입된다. 2022년 10월 3일, 다음날 오버워치 2 출시를 준비하기 위해 오버워치 서버가 종료되었다.

## 게임플레이
오버워치는 일반적으로 1인칭 슈팅 게임으로 진행되는 온라인 팀 기반 게임이었다. 이 게임은 여러 가지 게임 모드를 특징으로 하며, 주로 각각 6명의 플레이어로 구성된 두 팀이 상대하는 분대 기반 전투를 중심으로 설계되었다. 플레이어는 세 가지 클래스 유형 중 하나에서 사전 제작된 20여 명의 영웅 캐릭터 중 하나를 선택했다. 즉, 제어 지점을 공격하거나 방어할 때 대부분의 피해를 주는 데미지 영웅, 많은 양의 피해를 흡수할 수 있는 탱크 영웅, 제공하는 지원 영웅이다. 각 영웅은 체력, 달리기 속도, 기본 공격, 여러 활성 및 수동 기술, 실행 후에만 사용할 수 있는 궁극적인 능력과 같은 고유한 속성을 정의하는 고유한 스킬 키트를 가졌다. 적에게 피해를 입히고 아군을 치유함으로써 충전되었다. 오버워치 디자인의 목표는 상황에 적응하는 역동적인 팀 구성을 장려하는 것이었기 때문에 플레이어는 경기가 진행되는 동안 자신의 영웅을 변경할 수 있었다. 게임 장르는 특정 영웅과 클래스를 중심으로 한 디자인으로 인해 일부 언론인에 의해 "영웅 슈터"로 묘사되었다.
이 게임에는 캐주얼 플레이, 순위 경쟁 플레이, 블리자드의 오버워치 리그를 포함한 e스포츠 대회 지원을 위한 게임 모드가 포함되어 있다. 이러한 모드는 일반적으로 맵의 지점 제어권을 순차적으로 확보하거나 맵의 지점 사이에서 페이로드를 호위하는 데 중점을 두었다. 한 팀은 공격하고 다른 팀은 방어한다. 캐주얼 매치를 위해 마련된 다른 모드로는 솔로 및 팀 데스매치, 깃발 탈환, 다양한 시즌 이벤트 중에 실행되는 고유 모드가 있다. 최신 업데이트를 통해 사용자는 제한된 스크립팅 도구 세트를 사용하여 자신만의 게임 모드를 만들 수 있었다. 경기의 승리 또는 패배에 관계없이 플레이어는 플레이어 레벨에 대한 경험치를 얻었고, 새로운 레벨을 얻으면 영웅 캐릭터의 외모를 사용자 정의하는 데 사용할 수 있지만 게임 플레이에는 영향을 미치지 않는 장식 아이템이 포함된 전리품 상자를 받았다. 전리품 상자는 소액 결제를 통해 구매할 수도 있다.

## 줄거리
오버워치는 "옴닉 위기"(Omnic Crisis) 사건이 해결된 지 30년 후인 가상의 지구의 미래 60년을 배경으로 한다. 옴닉 사태 이전 인류는 번영과 기술 발전의 황금기를 누리고 있었다. 인간은 '옴닉'이라는 인공지능을 탑재한 로봇을 개발해 경제적 평등을 이루기 위해 활용됐고, 인간으로서 인간대우를 받기 시작했다. 옴닉 위기는 이를 생산하는 전 세계적으로 자동화된 "옴니움" 시설이 인류를 공격하는 치명적이고 적대적인 일련의 로봇을 생산하기 시작하면서 시작되었다. 개별 국가의 노력이 옴닉을 막는 데 실패하자 UN은 신속하게 이 위협에 맞서 싸우고 질서를 회복하기 위해 고안된 국제 태스크포스인 오버워치를 창설했다.
군인 강화 프로그램의 베테랑 병사 두 명, 가브리엘 레예스(Gabriel Reyes)와 잭 모리슨(Jack Morrison)이 오버워치를 맡았다. 오버워치는 로봇 봉기를 성공적으로 진압하고 재능 있는 많은 개인을 최전선으로 데려왔지만, 모든 사람들이 더 인기 있는 모리슨을 진정한 리더로 보고 있음에도 불구하고 레예스가 그룹의 공식 리더가 되었기 때문에 레예스와 모리슨 사이에 균열이 발생했다. 결국 모리슨은 오버워치의 리더가되었고 레예스는 오버워치의 비밀 작전 부서인 블랙워치를 맡아 두 번째 옴닉 위기를 시작하려는 그룹 탈론과 옴닉스 그룹 인 널 섹터(Null Sector)와 같은 테러 조직과 싸우는 책임을 맡았다. 오버워치는 팀이 더 많은 멤버를 확보하면서 "오버워치 세대"라고 불리게 된 이후 수십 년 동안 전 세계의 평화를 계속 유지했지만 모리슨과 레예스 사이의 균열은 더욱 심해졌다. 어느 날 밤, 블랙워치는 탈론과 관련된 악명 높은 마피아를 체포하기 위해 파견되었다. 감옥에 잠입한 후, 레예스는 마피아가 감옥에서 탈출할 수 있도록 허용하기보다는 마피아를 처형하기로 결정했다. 이 행동으로 인해 블랙워치와 그들의 덜 영웅적인 행동이 대중에게 노출되었다. 오버워치에서 잘못된 행위와 실패에 대한 여러 가지 주장이 제기되었고, 이는 조직에 대한 대중의 항의와 회원들 간의 내분으로 이어졌고, UN이 상황을 조사하게 되었다. 이 과정에서 폭발이 일어나 스위스에 있는 오버워치 본사가 파괴되었고, 모리슨과 레예스 등이 사망한 것으로 알려졌다. UN은 오버워치를 해체하고 오버워치 유형의 활동을 금지하는 페트라스법(Petras Act)을 통과시켰다.
오버워치는 페트라 법이 제정된 지 6년 후를 배경으로 한다. 오버워치가 없으면 기업들이 장악하기 시작했고, 전 세계 곳곳에서 전투와 테러가 발생했으며, 러시아에서 두 번째 옴닉 위기가 일어날 조짐이 나타나고 있다. 오버워치의 전 멤버였던 지능적인 고릴라 윈스턴은 페트라 법에도 불구하고 다시 한 번 평화를 수호하기 위해 오버워치를 개혁하기로 결정하고 팀원들은 오랜 친구를 모집하고 그들의 싸움에서 새로운 동맹을 얻는다. 레예스와 모리슨은 전투로 인한 폭발로 사망하지 않은 것으로 밝혀졌다. 모리슨은 오버워치가 종료된 이유를 밝히기 위해 노력하는 "솔저 : 76"이라는 가면을 쓴 자경단이 되었고 레예스는 탈론에 합류했다. 그 결과 그는 죽음과 같은 외모를 가진 테러리스트 "리퍼"가 된 모이라에게 실험을 받게 된다.

## 개발
"오버워치"의 개발은 블리자드가 7년 간 야심차게 준비했던 대규모 다중 사용자 온라인 롤플레잉 게임 "타이탄"이 2014년 전면 백지화되면서 시작되었다. 블리자드의 공동 창립자 마이클 모하임은 "타이탄"에 대한 계획을 재평가한 뒤에도 다음과 같이 말했다. "우리는 재미를 찾지 못했다. 우리는 열정을 찾지 못했다." "타이탄"을 개발했던 거대한 부서는 작은 부서가 되었고, 새로운 계획을 내놓는 작업을 맡았다. "오버워치"는 1998년 "스타크래프트" 이후 블리자드가 두 번째로 시도하는 새로운 프랜차이즈 출시작이 되었다. 크리에이티브 디렉터 크리스 멧젠은 "타이탄"과 같은 실패를 반복하지 않기 위해, "우리들은 게임의 규모와 최종 결과의 사업 기회를 무시하기 전에 그들이 이미 만들어낸 도구와 기술을 깨달으며 블리자드의 더 성공적인 게임이 어떻게 나왔어야 하는지 재고해야 했다"고 언급했다. 제프 캐플런에 따르면, 팀은 브레인스토밍을 하면서 팀 내부의 많은 사람들이 플레이한 경험이 있는 1인칭 슈팅(first-person shooter, FPS)의 현 상황에 대해서 생각했다. 획기적인 작품이 많이 나왔지만 아직 혁신의 가능성이 남아있는 분야였다.
캐플런은 현재 FPS 시장의 "콜 오브 듀티: 모던 워페어 2"처럼 근미래 사실주의가 게임으로 표현되는 유행, "팀 포트리스 클래식"과 "팀 포트리스 2"처럼 게임에서 로켓 점프와 갈고리와 같이 전장을 가로지르는 이동기가 등장하는 팀 기반 슈팅 유행을 언급하였다. 이와 함께 승리를 위해 협동해야 하는 멀티플레이어 온라인 배틀 아레나(MOBA) 게임이 인기를 끎에 주목하면서, "팀 포트리스 2"의 대규모 속전속결식 플레이와 MOBA 본연의 소규모 협동 지향 플레이를 고찰하여 "오버워치"의 토대를 쌓았다고 밝혔다. 멧젠은 "타이탄"의 개발이 취소된 충격으로 팀이 분열되었다면서, 그때 간절히 바랐던 팀워크, 함께 서로를 돕는 '사람과 장인으로서 우리를 위한 구원 이야기'를 게임 속에 녹여내고 싶었다고 말했다. 모하임은 "오버워치"의 목적을 "슈팅 팬이 사랑하는 액션과 깊이를 전하면서도 더욱 넓은 범위의 사람들에게 더욱 접근하기 쉬운 굉장한 [1인칭 슈팅] 경험을 창조하는 것"이라고 설명하였다. 게임의 FPS 본질에 대해 캐플런은 다음과 같이 말했다. "슈팅 게임의 핵심은 현실주의가 아니다. 실제 총으로 싸우는 것도 아니지 않나. 현실에서 일어나는 군사 분쟁을 반영할 필요는 없다."
게임의 초기 개발은 최초의 영웅 '트레이서'를 제작하는 것으로 시작되었다. 이 캐릭터는 시간을 조종하는 능력을 가진 "타이탄"의 비슷한 캐릭터를 바탕으로 하였다. 보조 게임 디렉터 아론 켈러에 따르면, 트레이서는 아누비스 신전을 바탕으로 만들어진 단일 전장에서 게임 내 역학이 얼마나 잘 작동하는지 시험하기 위해 사용되었다. 팀은 영웅 셋(위도우메이커, 리퍼, 라인하르트)을 더 추가하여 물리 엔진을 개선하였고, 켈러는 이 단계가 현재 출시된 게임의 모습에 견주어 매우 근접한 형태였다고 밝혔다. 영웅을 이 정도만 내놓고 바로 "오버워치"를 출시할 계획도 세울 만큼 완성도가 높았다고 한다.
그 대신, 팀은 나머지 영웅들과 게임의 균형, 그래픽을 개발하는 것에 2년을 더 투자하였다. 영웅 간 균형에 더하여, 개발팀은 다양한 전장에서 영웅들이 활약할 입지를 찾아야 했고, 전장 곳곳에 각 영웅이 효과적일 수 있는 지역이 주어지기를 원했다. 게임에 등장하는 영웅의 수는 수정되지 않은 채 21명의 영웅들로 출시되었지만, 캐플런은 팀이 역할군이 6개인 최고 40명의 영웅들까지 추가할 수 있다고 밝혔다. 캐플런은 적절한 영웅과 역할의 수, 영웅 간의 균형을 파악하는 데 블리자드의 노련한 디자이너 제프 굿맨이 이룩한 공적을 인정했다. 켈러의 언급에서 팀은 배정한 영웅이 15명에 가까워지자 플레이어들이 익히기에 너무 많은 수이고 모두 경험하기 힘들지 않을까 걱정하기 시작했으나, 영웅들 간의 독특성과 균형성 모두를 보장하기 위해 노력하였다. 2015년 11월에 팀은 마지막 두 명의 캐릭터 메이와 D.Va를 추가로 공개하면서 게임이 출시될 준비가 충분히 되었다고 생각했다.
"오버워치"에는 색맹을 위한 접근성 설정을 비롯하여, 폭넓은 사용자를 확보할 수 있는 여섯 가지 특징이 있다. 개발 단계에서 중요했던 목표 하나는 플레이어를 위한 '전투의 명료성'으로, 플레이어가 새로운 지역으로 이동하면 적 캐릭터가 뚜렷하게 보이도록 했다. 이것은 플레이어가 전장에서 사용하는 색조와 채도 수준의 대조, 윤곽이 가지각색인 캐릭터들로, 멀리서도 영웅이 아군인지 적군인지 구별할 수 있도록 함으로써 가능하였다. 팀은 개발동안 경기 중간에 플레이어가 영웅을 바꿀 수 있도록 하는 것이 게임플레이에 중요한 역할을 함을 알아냈다. "오버워치"는 처음에 소액 결제나 다운로드 콘텐츠 구입이 포함된 부분 유료화 게임 형태로 출시를 계획했으나, 이러한 발견으로 인해 단독 구매형 게임으로 노선을 변경하였다. 켈러는 팀이 플레이어가 상황에 따라 어느 영웅으로든 교체할 수 있기를 원했고, 팀에서 아무도 영웅을 구입하지 않는다면 소액 결제나 다운로드 콘텐츠가 능력을 제한하는 것이나 다름없다고 말했다. 또 소액 결제 및 다운로드 콘텐츠로 인해 게이머가 모든 플레이어 대신에 똑같은 컨텐츠를 가지고 있는 친구와만 플레이하게 되어 플레이어 공동체를 해체시킬 수 있다고도 언급하였다. 개발의 더 높은 목표는 다른 경쟁 게임 환경에서 종종 일어나는 부정적 성향을 피하고, 이야기가 긍정적인 메시지를 주도록 하는 진전에 덧붙여 부정적인 영향을 준다고 느끼는 요소를 없애기 위해 게임플레이 디자인에서 명확한 선택을 하는 것이었다. 이러한 선택 중 하나는 다양한 통계 요약에서 죽임/죽음(kill/death) 표시를 없애는 것이었으며, 캐플런은 "어떤 영웅들은 활약을 위해서 죽임을 필요로 하지 않는다"라고 언급하였다. 친선적인 플레이 환경을 증진시키기 위해, 블리자드는 '탈주'(경기가 끝나기 전에 일부러 나가는 행위)를 하는 플레이어에게 경기 후 경험치를 감소시키고, 더 심할 경우 플레이를 영구히 금지하는 불이익을 부여한다.
경쟁전 모드에 대한 블리자드의 처음 생각은 일반적인 대전 상대 찾기가 아닌 플레이어들이 자신들이 구성한 팀으로 6대6 대전을 하는 제한된 플레이로, 개인의 활약보다는 팀을 바탕으로 순위를 매기는 방식이었다. 케플런은 이것이 대전 상대 찾기와 관련된 문제, 팀의 평가가 반영되는 면에서 플레이어가 경기 중간에 탈주하는 문제를 피할 수 있을 것이라 밝혔다. 처음으로 플레이어들에게 이 개념을 공개했을 때는 부정적인 반응을 많이 받았다. 많은 플레이어들은 팀으로 구성을 이루기보다는 단독으로 경쟁할 수 있기를 바랐다. 블리자드는 사용자의 반응을 수렴하여, 플레이어가 처음에 일반적으로 다섯 등급의 등급 체계에 따라 플레이했던 상대와 더 많은 경기를 하게 되었다가, 높은 등급으로 올라가면 실력에 더 바탕을 둔 진행으로 나아가게 되는 "하스스톤"과 비슷한 진행 체계로 경쟁전 모드를 다시 설계하였다. 블리자드는 베타 기간 동안 이러한 접근 방법을 시험했으나, 낮은 등급의 플레이어가 매우 높은 등급의 플레이어를 상대하는 경우가 빈번하게 일어난다는 사실과, 충분히 플레이하지 않으면 플레이어의 등급이 떨어진다고 설명하지 않았음을 발견했다. 또한, 플레이어가 다른 플레이어들과 자신을 더 잘 비교할 수 있는 경쟁전 순위표의 필요성도 알게 되었다. 블리자드는 출시 때 경쟁전 모드를 공개하지 않는 것을 택했고, 100점의 순위 체계로 모드를 재개발하여 이러한 문제들을 해결하였다. 이후 순위 체계를 향상시킬 다른 방법을 계속해서 모색하고 있다.

### 출시
오버워치(영어: Overwatch)는 블리자드 엔터테인먼트가 개발 및 배급한 팀 기반의 1인칭 슈팅 게임이다. 2016년 5월 24일에는 마이크로소프트 윈도우, 플레이스테이션 4, 엑스박스 원으로 출시되었고, 2019년 10월 15일에는 닌텐도 스위치 버전으로 출시하였다.

### 캐릭터

"오버워치"에서 플레이할 수 있는 영웅은 다양성을 의도하였으며, 비인간 영웅을 비롯해 다양한 성별과 인종을 담고 있다.

캐릭터의 다양성은 개발자들에게 중요했는데, 블리자드의 이전 게임들이 이를 간과하여 비판을 받았기 때문이었다. 멧젠은 그의 딸조차 자신에게 "워크래프트"의 여성 캐릭터는 왜 수영복만 입은 것처럼 보이냐고 말했다면서,"특히 "오버워치"를 위해 지난 1년간 우리는 여성 캐릭터의 과도한 성적 대상화를 지양하고자 애써야 함을 인지하고 있었다."라고 했다. 캐플런은 게임 산업에 대해 "게임이 모두를 위하는 시대임이 명백"하다고 밝히며 "사람들은 점점 더 각계 각층, 소년과 소녀, 모두가 표현되는 것을 느끼고자 한다. 우리는 그것을 존중하도록 최선을 다했음을 고맙게 느낀다."라고 설명하였다. 동성애자 영웅 포함에 대한 질문에 멧젠은 다수의 성소수자 영웅이 게임에 존재한다고 확증하였으며, "우리는 이것이 유기적으로 발생하기를 원했고, 기준점이 되거나 어떤 방식으로든 부정적으로 느껴지지 않기를 바란다"라고 밝혔다.
그렇게 오버워치 크리스마스 이벤트 기념 코믹스에서 트레이서가 성소수자 영웅임이 밝혀졌다 마이클 추는 이 다양한 영웅들이 블리자드가 이뤄낸 성과라고 표현하며, "우리는 여러분이 보게 될 영웅을 다양하게 배정하고 여러 지역을 갖추고자 노력했으며, 바라건대 이 영웅들이 국가적 다양성을 넘어 그들의 개성, 배경 이야기, 직업을 보고, 사람들도 이 영웅들과 마찬가지로 그것들을 발견하기를 바란"다고 말했다.

## 기술적 특징
블리자드와 돌비 연구소 간의 협업을 통해 오디오 재생에서 Dolby Atmos 기술을 적용하였다. 헤드폰 환경에서 추가로 적용 가능한 옵션으로서, 3차원 객체 기반 음향을 적용한다.
설정 메뉴에서 헤드폰용 Dolby Atmos 옵션을 켤 시, 객체 기반 오디오 렌더링이 활성화되어 위치 인식, 환경 재현 등의 사운드 이펙트 효과가 적용된다.
기존의 다중 채널 구현과는 달리 게임 엔진에서 직접적으로 지원하기 때문에 일반적인 스테레오 헤드폰에서도 추가적인 조치 없이 사용이 가능하다.

## 출시 및 마케팅
오버워치는 2014년 11월 7일 블리즈컨 행사에서 공식적으로 발표되었다. 이벤트 기간 동안 모든 참석자가 게임을 플레이할 수 있었으며, 14명의 캐릭터 중에서 선택할 수 있었다. 이 이벤트 동안 블리자드는 영화 예고편과 게임에 대한 확장된 게임 플레이 동영상을 공개했다. 블리즈컨 행사가 끝난 지 한 달 후인 2014년 12월, 블리자드는 유튜브 채널에 캐릭터 소개 영상을 공개했고, 2015년 5월에는 게임 영상과 캐릭터 하이라이트를 담은 주간 영상을 게시했다.
세 가지 플랫폼 모두에 걸쳐 오버워치의 비공개 베타 기간이 2015년 10월 27일에 시작되었다. 비공개 베타 기간은 12월에 "연장 중단" 상태가 되었다가 2016년 2월에 다시 시작되었다. 2016년 3월 출시 발표에 이어 블리자드는 공개 베타 기간을 2015년 10월 27일부터 발표했다. 배틀넷 클라이언트 등록 사용자의 경우 5월 5일부터 9일까지이다. 오픈 베타는 970만 명 이상의 플레이어가 참여했다고 블리자드가 보고하면서 인기를 얻었으며 감사의 표시로 오픈 베타 기간을 하루 더 연장했다.
출시 일주일 전, 블리자드는 다양한 오버워치 영웅들이 마치 포장된 액션 피규어로 판매되는 것처럼 거대한 크기의 상자 3개(높이 약 4.6m)를 파리 할리우드에 전 세계에 전시하기로 했다. 그리고 대한민국 부산. 이 디스플레이는 이전 프로젝트에서 블리자드와 협력한 스티브 왕(Steve Wang)과 에디 양(Eddie Yang)이 이끄는 얼라이언스 스튜디오(Alliance Studios)에서 제작했다. 2016년 1월 조각품 디자인을 계획한 후 Droga5, Scicon, Stratasys 및 Egads를 포함한 전 세계 팀은 게임 출시에 맞춰 작품을 프린트, 마감 및 조립하기 위해 경쟁했다. 오버워치에 힘입어 블리자드는 2016년 5월 16일부터 6월 15일까지 게임 산업 브랜드 중 미국 광고 점유율의 50% 이상을 차지했다.
오버워치는 2016년 5월 24일 플레이스테이션 4, 윈도우 및 엑스박스 원용으로 출시되었다. 블리자드는 플레이어가 서버 출시를 준비할 수 있도록 소매업체가 하루 전에 게임의 실제 복사본을 판매할 수 있도록 허용했다.
오버워치의 두 가지 특별판이 기본 게임과 함께 출시되었다. 다운로드 및 소매 제품으로 제공되는 오리진스 에디션에는 기본 게임과 5개의 추가 캐릭터 스킨은 물론 배틀넷을 통해 다른 블리자드 게임을 위한 기타 보너스 아이템도 포함되어 있다. 소매로만 구매할 수 있는 컬렉터스 에디션에는 오리진스 에디션 콘텐츠는 물론, 플레이 가능한 캐릭터 중 하나인 솔저: 76의 동상, 게임 사운드트랙, 소스 북이 포함되어 있다.
2017년 창립 1주년을 기념하여 블리자드는 오버워치 올해의 디지털 게임 에디션을 출시했다. 여기에는 오리진스 에디션의 모든 콘텐츠와 10개의 무료 전리품 상자가 포함되어 있다. 블리자드는 향후 콘솔 시스템 간 크로스 플랫폼 플레이를 지원하는 데 관심을 표명했지만 처음에는 컨트롤러 기반 컨트롤에 비해 키보드 마우스 컨트롤의 정밀한 이점으로 인해 윈도우 지원 크로스 플레이에 대한 계획이 없었다. 그러나 2021년 6월 블리자드는 지원되는 모든 플랫폼에서 오버워치4에 크로스 플랫폼 플레이를 도입했으며, 6월 말까지 정식 출시되기 전 달 초에 베타 테스트를 시작했다. 컨트롤 차이를 해결하기 위해 게임의 경쟁 모드는 여전히 콘솔 플레이어와 컴퓨터 플레이어 간에 분리된 상태로 유지되지만, 다른 모든 게임 모드는 사용자가 배틀넷을 통해 계정을 등록한 후 모든 플랫폼 조합에서 크로스 플레이를 허용한다.
이 게임은 2019년 9월 닌텐도 다이렉트에서 닌텐도 스위치용으로 발표되었으며, 스위치에는 오버워치: 레전더리 에디션이 있으며 2019년 10월 15일 북미와 유럽에서 출시되었고, 2019년 11월 29일 일본에서 출시되었다. 아이언 갤럭시(Iron Galaxy)의 이 게임에는 정크랫(Junkrat)의 립타이어(Rip-tire) 제어, 구형 형태의 레킹볼(Wrecking Ball) 조종과 같은 일부 작업에 대한 콘솔의 자이로스코프 제어 지원이 포함되어 있다. 이 버전은 모든 영웅, 맵, 게임 모드를 포함한 다른 플랫폼의 기존 게임 버전과 동일하지만, 스위치 플레이어는 플레이어에게 적응할 수 있는 기회를 제공하기 위해 게임의 현재 경쟁 시즌에 참가할 수 없다. 순위 플레이를 도입하기 전에 콘솔의 컨트롤을 살펴보세요. 이 버전에는 북미와 유럽 소매점을 위한 게임 케이스가 있지만 대신 다운로드 코드가 있는 실제 게임 카드가 포함되어 있지 않다.
엑스박스 원 버전의 게임은 2021년 3월에 최적화 패치를 받았다. 엑스박스 시리즈 X/S에서 이전 버전과의 호환성을 사용하여 플레이할 때 새로운 성능 설정이 추가되어 게임이 지원되는 모니터에서 초당 최대 120프레임으로 실행될 수 있다.

## 평가
오버워치는 2014년 블리즈컨에서 완전히 플레이 가능한 상태로 공개되었으며, 2015년 후반부터 2016년 초반까지 클로즈 베타를 진행했다. 2016년 5월 오픈 베타에는 플레이어가 970만 명 이상 참여하였다. 게임의 출시는 줄거리와 각 캐릭터를 소개하는 단편 애니메이션 영상을 통해 홍보하였다. 공식 출시 이후, "오버워치"는 비평가들로부터 전반적인 호평을 받았으며, 특히 게임의 접근성과 재미있는 게임플레이에서 좋은 점수를 받았다.

### 출시 전
"오버워치"는 출시 전 제작 준비 기간 동안 예상치 못한 주목을 받았다. 게임 레볼루션은 ""오버워치"는 1인칭 슈팅 게임에 40~60 달러를 지불하지 않을 사람의 이목까지 끌고 있다"라고 썼다. 게임의 오픈 베타가 시작되자 970만 명의 플레이어가 몰리며 여러 매체가 이를 비중있게 다루었다.

### 상업적 평가
출시 첫 주, 블리자드는 "오버워치" 플레이어 700만 명 이상이 총 1억 1900만 시간을 플레이했다고 발표하였다. 이후 2016년 6월 3일에는 플레이어 700만 명, 6월 15일에는 1000만 명, 8월 4일에는 1500만 명, 10월 12일에는 2000만 명, 4월 29일에는 3000만 명, 10월 17일에는 3500만 명을 달성하였다. 비디오 게임 산업 조사 기업 NPD 그룹은 "오버워치"가 출시일인 2016년 5월 미국에서 세 번째로 많이 팔린 소매 비디오 게임이며, 2016년 6월에는 가장 많이 팔린 게임이라고 발표하였다. "오버워치"는 출시 한 달 동안에 디지털 판매로 가장 빨리 팔린 게임이었다. 수퍼데이터 리서치는 "오버워치"가 5월에 전세계에서 디지털 판매로 수익을 2억 6900만 달러 이상 거둔 것으로 추산하였다.
2016년 6월, 대한민국의 PC방 게임 순위 집계 사이트 게임트릭스는 "오버워치"가 "리그 오브 레전드"를 따라잡고 한국의 PC방 4,000 곳에서 가장 많이 플레이된 게임이라고 밝혔다. 또한 대한민국에서 오버워치는 2016년 온라인 게임 사용량에서 17주간 1위를 기록하기도 했다.

### 팬덤
와이어드의 대니얼 스타키는 "수많은 새로운 게임들이 끝없는 플레이어 이탈과 개발자 독촉으로 발버둥치고 있는 곳에서, "오버워치"의 공동체는 활기차고 기쁨에 넘친다."라고 표현하였다. 뇌성마비를 가진 한 게이머는 게임 조종을 자유롭게 지정할 수 있어서 게임에서 처음으로 저격수를 플레이할 수 있었다고 극찬하였다. 블리자드의 예술가 중 한 명인 로만 케니는 모 게이머의 딸의 독창적인 "오버워치" 캐릭터 디자인을 차용한 컨셉 아트를 그렸다. 블리자드는 게임의 정식 출시 전날 오토바이 절도범을 막으려다 부상을 입고 숨진 중국의 열성 팬을 추모하고자 게임의 전장 중 한 곳인 리장 타워의 요소를 수정했다.

### 현재
2017년 5월부터 비매너 유저, 컨텐츠 부족으로 인해 많은 유저들이 오버워치를 떠나가고 있으며 과거 기록했던 30~25% 점유율이 12~17%까지 추락했다. 이에 대해 제프리 캐플런은 공식적으로 비매너 유저 계정 48만개중 34만개를 유저들 신고로 정지시켰으며 앞으로도 적극적인 신고를 부탁한다고 유저들에게 호소했다. 또한 컨텐츠에 대해서는 26번째 영웅 제작중인 사실을 공개하면서 앞으로도 더 재미있는 오버워치를 만들겠다고 말했다.
블리자드는 게임을 바탕으로 한 팬들의 "오버워치" 2차 예술 창작물 제작을 장려하고 있다. 블리자드는 이것을 돕고자 게임에서 공개될 21명의 모든 영웅들의 공식 색상과 복장, 무기 디자인을 제공하는 레퍼런스 키트를 게임 출시 전에 공개하였다. 팬들은 이 키트와 게임의 단편 애니메이션, 다른 매체들을 활용하여 예술 작품, 가장, 애니메이션 오프닝처럼 만든 뮤직 비디오 등을 포함한 수많은 2차 창작물을 제작하였다. "오버워치"의 일부 컨셉은 인터넷 밈으로 창작되기도 하였는데, 한 예로 캐릭터 D.Va를 게이머 스테레오타입으로 묘사한 "그렘린 D.Va"(Gremlin D.Va)를 들 수 있다. 포르노 팬아트 또한 만들어졌는데, 폰허브에서는 게임의 오픈 베타가 시작된 직후 "오버워치" 캐릭터가 등장하는 포르노를 검색한 횟수가 817% 증가하였다. 블리자드는 이러한 작품들을 없애기 위해 노력하고 있다. 게임 디렉터 제프리 카플란은 표현의 자유를 침해하고 싶지는 않다고 말했지만, 블리자드는 플레이어 중 다수가 청소년임을 염두에 두고 있으며, 공동체가 이러한 이미지를 멀리 하고자 노력하기를 바라고 있다.
오버워치가 과거 역할고정을 패치시키면서 대한민국 유저들의 많은 비난을 사고 있다. 하지만 블리자드 측에서는 대한민국만 딜러 매칭이 10분이 걸릴 뿐이다, 다른 지역은 탱커, 딜러, 힐러 모두 균일한 시간이 걸린다라는 이유로 패치를 거부했다. 2020년 7월 3일, 마침내 이런 의견을 반영하여
자유 경쟁전을 출시했다.